# Linsendorfer See
Der Linsendorfer See (auch: Linsendorfer Schleife) ist ein kleiner See in der zur Gemeinde Gallizien gehörenden Ortschaft Linsendorf. Das Gewässer, eine ehemalige Flussschleife der Drau, wird vom Land Kärnten als schwach oligotroph eingestuft.

## Lage und Nutzung
Der Linsendorfer See liegt auf einem Landstreifen zwischen der Drau und den nördlich des Flusses fast senkrecht ansteigenden Hängen der Sattnitz, die hier ihr östliches Ende findet. Der heutige See war ursprünglich eine Flussschleife. Von 1976 bis 1981 errichteten die Österreichischen Draukraftwerke das Kraftwerk Annabrücke. Durch die damit einhergehende Begradigung des Flusslaufes wurde die ehemalige Linsendorfer Schleife abgeschnitten und zu einem stehenden Gewässer, das nur mehr schwach von einem Begleitgerinne der gestauten Drau durchflossen wird. Der See wird durch ein Strandbad und einen frei zugänglichen Badeplatz touristisch genutzt und dient Radfahrern des nahen Drauradwegs als Rastplatz.

## Fischbestand
Der Fischbestand des Sees ist eine Mischung aus eingewanderten Arten aus der Drau in Verbindung mit künstlichem Besatz. Nachgewiesen sind die folgenden 18 Arten:
- Hecht (Esox lucius)
- Seeforelle (Salmo trutta)
- Europäischer Wels (Silurus glanis)
- Aitel (Leuciscus cephalus)
- Brachse (Abramis brama)
- Karpfen (Cyprinus carpio)
- Laube (Alburnus alburnus)
- Rotauge (Rutilus rutilus)
- Rotfeder (Scardinius erythrophthalmus)
- Schleie (Tinca tinca)
- Zander (Sander lucioperca)
- Karausche (Carassius carassius)
- Regenbogenforelle (Oncorhynchus mykiss)
- Europäische Äsche (Thymallus thymallus)
- Aalrutte (Lota lota)
- Barbe (Barbus barbus)
- Nase (Chondrostoma nasus)
- Schneider (Alburnoides bipunctatus)